# Echeveria longiflora
Echeveria longiflora är en fetbladsväxtart som beskrevs av Walther. Echeveria longiflora ingår i släktet Echeveria och familjen fetbladsväxter. Inga underarter finns listade i Catalogue of Life.